# Kondoros
Kondoros [kondoroš] (slovensky Kondoroš, rumunsky Condoroș) je město v jihovýchodním Maďarsku v župě Békés, spadající pod okres Szarvas. Název Kondoros je odvozen od dravého ptáka kondora andského, přípona -os znamená "něco, co má..." nebo "místo, kde je", název tedy znamená "(místo), kde žije kondor". Nachází se asi 20 km severozápadně od Békéscsaby. V roce 2015 zde žilo 4 997 obyvatel. Podle statistik z roku 2011 zde byli Maďaři (87,9 %), Slováci (6,6 %), Němci (0,5 %) a Rumuni (0,4 %).
Nejbližšími městy jsou Békéscsaba, Csorvás, Gyomaendrőd, Mezőberény, Orosháza a Szarvas. Blízko jsou též obce Hunya, Kardos, Kamut, Kétsoprony, Nagyszénás, Örménykút a Telekgerendás.
Status města získal Kondoros 15. července 2013.